# Jacek Tendej
Jacek Piotr Tendej (ur. 26 czerwca 1963 w Handzlówce) – polski duchowny rzymskokatolicki, członek Zgromadzenia Księży Misjonarzy, doktor pedagogiki, misjonarz, rektor Seminarium Duchownego Ducha Świętego w Bomanie od 2014, biskup diecezjalny Alotau-Sideia (nominat).

## Życiorys
Urodził się 26 czerwca 1963 w Handzlówce. W 1984 wstąpił do Zgromadzeniu Księży Misjonarzy, w którym 8 grudnia 1989 złożył śluby wieczyste, a 25 maja 1991 otrzymał święcenia prezbiteratu. Uzyskał magisterium z teologii moralnej na Papieskiej Akademii Teologicznej w Krakowie, licencjat z nauk o wychowaniu na Papieskim Uniwersytecie Salezjańskim w Rzymie i doktorat z pedagogiki na Akademii Pedagogicznej im. Komisji Edukacji Narodowej w Krakowie.
W latach 1991–1995 pracował jako wikariusz w parafii Najświętszej Maryi Panny Niepokalanej Objawiającej Cudowny Medalik w Zakopanem i katecheta w miejscowych szkołach podstawowych, a w latach 1995–1997 jako wikariusz w parafii Najświętszej Maryi Panny z Lourdes w Krakowie i nauczyciel w szkole średniej. W 2000 był wikariuszem i nauczycielem w parafii św. Stanisława Kostki na Brooklynie w Nowym Jorku. W latach 2001–2002 pełnił funkcję wychowawcy młodzieży w Fundacji im. ks. Siemaszki w Krakowie, następnie w latach 2002–2013 zajmował stanowisko dyrektora Centrum Edukacyjnego „Radosna Nowina 2000” w podkrakowskich Piekarach i szkół prowadzonych w ramach tego Centrum. W latach 2001–2013 wykładał przedmioty pedagogiczne w Instytucie Teologicznym Księży Misjonarzy przy Uniwersytecie Papieskim Jana Pawła II w Krakowie.
W 2014 został wysłany na misje do Papui-Nowej Gwinei, gdzie objął stanowisko rektora Seminarium Duchownego Ducha Świętego w Bomanie nieopodal Port Moresby.
7 lipca 2025 papież Leon XIV mianował go biskupem diecezjalnym diecezji Alotau-Sideia.